# ضيائية كيميائية
الضيائية الكيميائية   هي إصدار ضوء نتيجة تفاعل كيميائي وتتسم بعدم تولد حرارة. فإذا كان لدينا مادتين أ وب لهما خاصية التألق الضوئي عند تفاعلهما، تتكون نتيجة التفاعل جزيئات مثارة، أي أن غلافها الذري مثار بحيث تصدر إلكتروناتها ضوء عندما تقفز من مدار طاقة عالية إلى مدار ذو طاقة أقل.

## هوامش

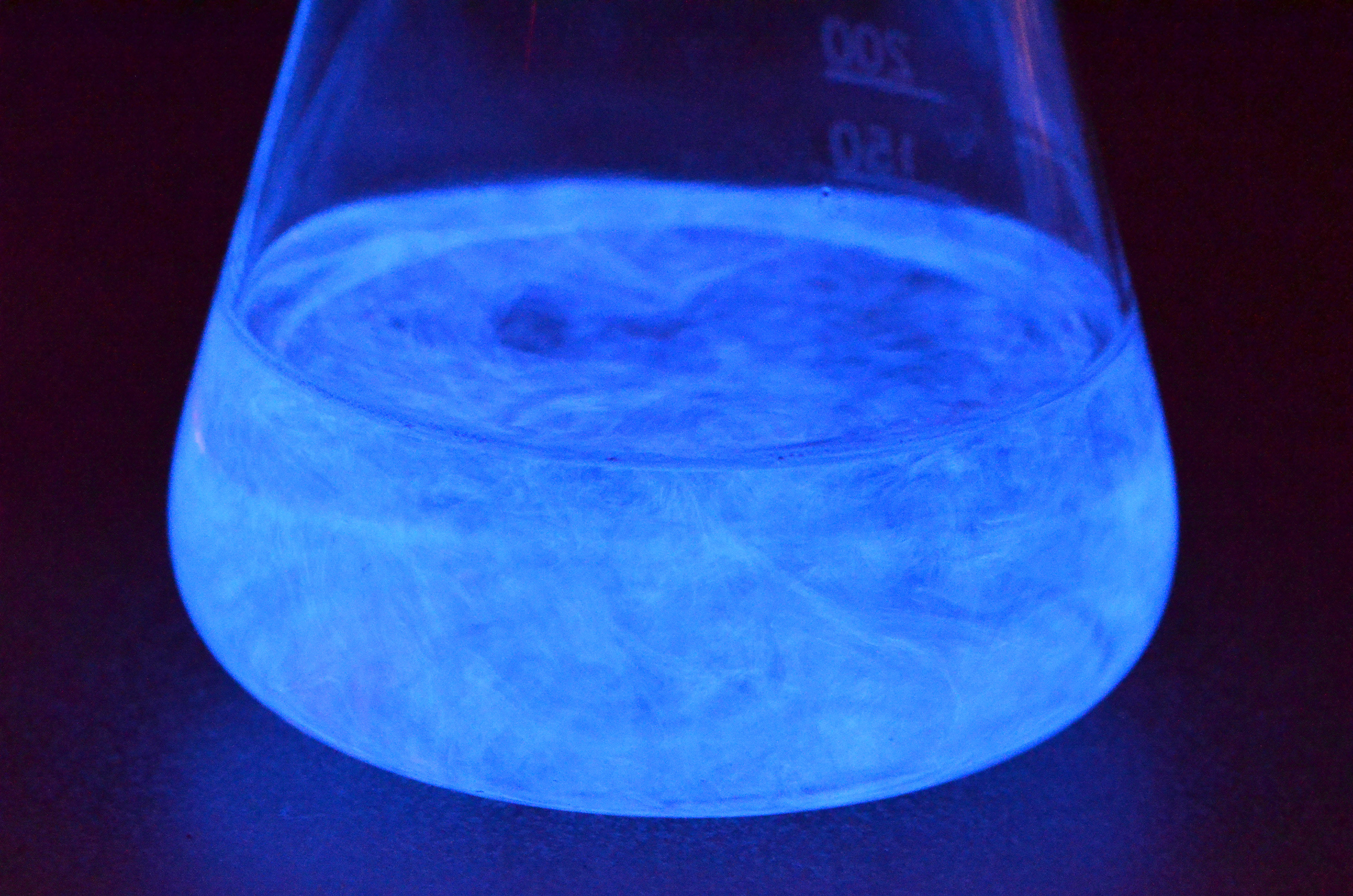
الضيائية الكيميائية بعد تفاعل بيروكسيد الهيدروجين ولومينول.

1. ↑   تسمى هذه الظاهرة أيضاً اللمعان الكيميائي أو الوميض الكيميائي [2]